# Józef Kowalczyk (arcivescovo)
Józef Kowalczyk (Jadowniki Mokre, 28 agosto 1938) è un arcivescovo cattolico polacco, dal 17 maggio 2014 arcivescovo emerito di Gniezno.

## Biografia
È stato ordinato sacerdote del clero di Varmia il 14 gennaio 1962 dall'allora arcivescovo Józef Drzazga.
Nominato nunzio apostolico per la Polonia il 26 agosto 1989 da papa Giovanni Paolo II, riceve la consacrazione episcopale, con il titolo personale di arcivescovo di Eraclea, il successivo 20 ottobre dallo stesso papa Wojtyla nella basilica di San Pietro in Vaticano, co-consacranti i cardinali Edward Idris Cassidy e Francesco Colasuonno.
L'8 maggio 2010 papa Benedetto XVI lo ha nominato arcivescovo metropolita di Gniezno e primate di Polonia.
Il 17 maggio 2014 papa Francesco ha accettato la sua rinuncia al governo pastorale dell'arcidiocesi di Gniezno per raggiunti limiti d'età.

## Genealogia episcopale e successione apostolica
La genealogia episcopale è:
- Cardinale Scipione Rebiba
- Cardinale Giulio Antonio Santori
- Cardinale Girolamo Bernerio, O.P.
- Arcivescovo Galeazzo Sanvitale
- Cardinale Ludovico Ludovisi
- Cardinale Luigi Caetani
- Cardinale Ulderico Carpegna
- Cardinale Paluzzo Paluzzi Altieri degli Albertoni
- Papa Benedetto XIII
- Papa Benedetto XIV
- Papa Clemente XIII
- Cardinale Enrico Benedetto Stuart
- Papa Leone XII
- Cardinale Chiarissimo Falconieri Mellini
- Cardinale Camillo Di Pietro
- Cardinale Mieczysław Halka Ledóchowski
- Cardinale Jan Maurycy Paweł Puzyna de Kosielsko
- Arcivescovo Józef Bilczewski
- Arcivescovo Bolesław Twardowski
- Arcivescovo Eugeniusz Baziak
- Papa Giovanni Paolo II
- Arcivescovo Józef Kowalczyk

La successione apostolica è:
- Vescovo Wacław Świerzawski (1992)
- Vescovo Jan Chrapek, C.S.M.A. (1992)
- Vescovo Antoni Pacyfik Dydycz, O.F.M.Cap. (1994)
- Arcivescovo Marian Gołębiewski (1996)
- Vescovo Mariusz Leszczyński (1998)
- Arcivescovo Andrzej Dzięga (2002)
- Vescovo Wiesław Alojzy Mering (2003)
- Vescovo Tadeusz Płoski (2004)
- Vescovo Ryszard Kasyna (2005)
- Vescovo Romuald Kamiński (2005)
- Vescovo Krzysztof Nitkiewicz (2009)
- Vescovo Krzysztof Jakub Wętkowski (2012)